# Sestola
Sestola (emilián nyelven Sèstla, sestolai nyelvjárásban Sèstula) település Olaszországban, Emilia-Romagna régióban, Modena megyében. Lakosainak száma 2410 fő (2023. január 1.). Sestola Fanano, Fiumalbo, Lizzano in Belvedere, Montecreto, Montese, Pavullo nel Frignano és Riolunato községekkel határos.

## Népesség
A település lakossága az elmúlt években az alábbi módon változott:
| Lakosok száma | 2486 | 2490 | 2410 |
|               | 2017 | 2018 | 2023 |